# Сдоккактхом
Сдоккактхо́м (тайск. สด๊กก๊กธม, Са Док Как Том) — кхмерский храм в современном Таиланде, расположенный примерно в 34 километрах к северо-востоку от тайско-камбоджийской границы. Посвящён индуистскому богу Шиве. Храм известен тем, что на его территории была найдена стела с надписями, оставленными кхмерами о своей Кхмерской империи, которой подчинялась большая часть Юго-Восточной Азии с 802 года н. э. по 1431 год н. э.
Построенный из красного песчаника и латерита, Сдоккактхом является ярким примером провинциального места поклонения периода расцвета Кхмерской империи. По сравнению с другими архитектурными памятниками Ангкора, столицы империи, храм сравнительно небольшой, но несмотря на это, разделяет общие черты стиля и религиозного символизма. Во время своего расцвета в XI веке, когда правил король Удаядитьяварман II, о храме заботились брахманы, а жители соседних деревень, занимавшиеся выращиванием риса, обеспечивали Сдок Как Том продовольствием и рабочей силой.

## Архитектурные особенности
В центре храма расположена башня из песчаника, которая служила основным святилищем. Вероятно, в ней же находился лингам, символ Шивы. В восточной части расположена башня с дверью, с западной стороны имеет ложные двери. В нескольких метрах к северо-востоку и юго-востоку находятся две библиотеки с большими окнами и латеритовыми окладами. Башня с библиотеками имеют прямоугольную форму 42×36 метров. На восточной стороне комплекса расположены гопурам, или ворота, отражающие восточную ориентацию храма.
В различных местах Сдоккактхом есть обширная резьба на камне, в том числе, сохранились цвета отделки, фигуры змей-нагов и символы индуистского бога Вишну.
Ров, вероятно, представляет индуистский первородный Океан. Латеритовые стены, около 2,5 метров высотой и длиной 126 метров с востока на запад и 120 метров с юга на север, окружают весь комплекс. В 200 метрах к востоку от ворот находится барай, или священное водохранилище размером примерно в 200 на 370 метров.